# 黎氏妙
順慈皇后（越南语：／；？—1230年），名黎氏妙（越南语：／），越南陳朝太祖陳承的夫人。
黎氏妙事跡不詳，只知她嫁與陳太祖及生下陳太宗陳煚。陳朝建立以後，尊黎氏妙為國聖皇太后（越南语：／），又作保聖國母（越南语：／）。
建中六年（1230年），黎氏妙去世，追封為順慈皇后。